# دوغ فليتشر
دوغ فليتشر (بالإنجليزية: Doug Fletcher)‏ (17 سبتمبر 1930 بشفيلد في المملكة المتحدة - ) هو لاعب كرة قدم بريطاني في مركز مهاجم داخلي. لعب مع سكونثورب يونايتد وشيفيلد وينزداي ونادي بوري ونادي هاليفاكس تاون ونادي باث سيتي ودارلينجتون إف سى.